# Carmen Sandiego
Carmen Sandiego – serial animowany, wyprodukowany i udostępniany przez Netflix. Premiera serialu miała miejsce 18 stycznia 2019 roku. Carmen po raz pierwszy pojawiła się w grze dla dzieci Where in the World Is Carmen Sandiego? W latach 1994–1998 emitowano serial Gdzie się podziała Carmen Sandiego?, który był pierwszym serialem przedstawiającym jej przygody. Produkcja Netflixa jest nawiązaniem zarówno do gry jak i do serialu. Serial zakończył się na 4 sezonach i 32 odcinkach ogółem.

## Fabuła
Serial opisuje historię Carmen Sandiego (kiedyś Czarna Owca), która razem ze swoimi przyjaciółmi – Playerem, Zackiem i Ivy – próbuje powstrzymać zbrodnie, jakich dopuszcza się organizacja V.I.L.E. Podczas akcji Carmen zawsze jest ubrana w charakterystyczny czerwony płaszcz i kapelusz, dzięki którym jest od razu rozpoznawana. Ściga ją agencja A.C.M.E. oraz Interpol, jednak nie wiedzą oni, że jej kradzieże nie mają na celu wzbogacenia się, jest to jej sposób na walkę z V.I.L.E.

### Postacie
- Carmen Sandiego – sierota, odnaleziona i wychowana przez V.I.L.E, które szkoliło ją na zawodową złodziejkę. Dziewczyna postanowiła jednak w pewnym momencie wyrwać się z domu i ratować świat powstrzymując działania organizacji, przy okazji zwiedzając świat. Przez V.I.L.E. jest nazywana Czarną Owcą, co z jednej strony odzwierciedla to, jak ona różniła się od reszty organizacji, a z drugiej strony troskę ("Owieczka"), z jaką ją otoczyły niektóre osoby w organizacji. Jej przeszłość jest stopniowo odkrywana podczas trwania serialu i dowiadujemy się coraz więcej o niej.
- Player – młody chłopak interesujący się technologią i światem. Zajmuje się rozszyfrowywaniem danych, pozyskiwaniem informacji w Internecie i działaniami operacyjnymi dla Carmen (m.in. rozporządzanie budżetem, zakup biletów lotniczych, koordynacją działań zespołu itd.)
- Zack i Ivy – rodzeństwo, bez rodziców, wychowywane w Bostonie. Ivy ma zacięcie do majsterkowania i inżynierii, zaś Zack jest miłośnikiem wszelakiej kuchni i bardzo uzdolnionym kierowcą - rodzeństwo kiedyś startowało jako osobny zespół w wyścigach samochodowych.
- Shadowsan – były członek wielkiej rady w organizacji V.I.L.E, dobry ninja. Jego prawdziwym imieniem jest Suhara. Pod koniec sezonu pierwszego zdradził V.I.L.E i powiedział Carmen, że to on ją znalazł w Argentynie. W drugim sezonie jego zdrada została ujawniona i od tamtego czasu walczy wraz z Carmen z organizacją.

## Odcinki
Spis serii
| Sezon | Sezon     | Odcinki   | Premiera            |
| ----- | --------- | --------- | ------------------- |
|       | 1         | 9         | 18 stycznia 2019    |
|       | 2         | 10        | 1 października 2019 |
|       | Specjalny | Specjalny | 10 marca 2020       |
|       | 3         | 5         | 1 października 2020 |
|       | 4         | 8         | 15 stycznia 2021    |

Spis odcinków
| N/o               | N/o2 | Polski tytuł                          | Angielski tytuł                           | Premiera   |
| ----------------- | ---- | ------------------------------------- | ----------------------------------------- | ---------- |
| SEZON PIERWSZY    |      |                                       |                                           |            |
| 01                | 01   | Narodziny Carmen Sandiego             | Becoming Carmen Sandiego                  | 18.01.2019 |
| 02                | 02   | Narodziny Carmen Sandiego             | Becoming Carmen Sandiego                  | 18.01.2019 |
| 03                | 03   | Ryżowy przekręt                       | The Sticky Rice Caper                     | 18.01.2019 |
| 04                | 04   | Złoto-rybny przekręt                  | The Fishy Doubloon Caper                  | 18.01.2019 |
| 05                | 05   | Przekręt z księciem z Vermeer         | The Duke of Vermeer Caper                 | 18.01.2019 |
| 06                | 06   | Przekręt w operze na pustkowiu        | The Opera in the Outback Caper            | 18.01.2019 |
| 07                | 07   | Przekręt "w pogoni za papierem"       | The Chasing Paper Caper                   | 18.01.2019 |
| 08                | 08   | Przekręt z kotem szczęścia            | The Lucky Cat Caper                       | 18.01.2019 |
| 09                | 09   | Francuski przekręt                    | The French Connection Caper               | 18.01.2019 |
| SEZON DRUGI       |      |                                       |                                           |            |
| 10                | 01   | Diamentowy przekręt w Rio             | The Hot Rocks of Rio Caper                | 01.10.2019 |
| 11                | 02   | Diamentowy przekręt w Rio             | The Hot Rocks of Rio Caper                | 01.10.2019 |
| 12                | 03   | Przekręt z daishō                     | The Daisho Caper                          | 01.10.2019 |
| 13                | 04   | Modowy przekręt                       | The Fashionista Caper                     | 01.10.2019 |
| 14                | 05   | Przekręt z bostońskim piciem herbaty  | The Boston Tea Party Caper                | 01.10.2019 |
| 15                | 06   | Przekręt z rekordem prędkości         | The Need For Speed Caper                  | 01.10.2019 |
| 16                | 07   | Przekręt z Trzeszczem w kraju Kiwi    | The Crackle Goes Kiwi Caper               | 01.10.2019 |
| 17                | 08   | Przekręt z syndromem sztokholmskim    | The Stockholm Syndrome Caper              | 01.10.2019 |
| 18                | 09   | Przekręt z afrykańskim lodem          | The African Ice Caper                     | 01.10.2019 |
| 19                | 10   | Podwodny przekręt                     | The Deep Dive Caper                       | 01.10.2019 |
| ODCINEK SPECJALNY |      |                                       |                                           |            |
| S1                | S1   | Carmen Sandiego: Kraść albo nie kraść | Carmen Sandiego: To Steal or Not to Steal | 10.03.2020 |
| SEZON TRZECI      |      |                                       |                                           |            |
| 20                | 01   | Przekręt z tangiem                    | The Luchadora Tango Caper                 | 01.10.2020 |
| 21                | 02   | Przekręt w Dzień Zmarłych             | The Day of the Dead Caper                 | 01.10.2020 |
| 22                | 03   | Przekręt nawiedzone bagno             | The Haunted Bayou Caper                   | 01.10.2020 |
| 23                | 04   | Przekręt z maskami z Wenecji          | The Masks of Venice Caper                 | 01.10.2020 |
| 24                | 05   | Niemożliwy przekręt                   | The Jolly Good Show Caper                 | 01.10.2020 |
| SEZON CZWARTY     |      |                                       |                                           |            |
| 25                | 01   | Złoty przekręt w Pekinie              | The Beijing Bullion Caper                 | 15.01.2021 |
| 26                | 02   | Przekręt wielkiej złej Ivy            | The Big Bad Ivy Caper                     | 15.01.2021 |
| 27                | 03   | Robo-przekręt                         | The Robo Caper                            | 15.01.2021 |
| 28                | 04   | Przekręt w Himalajach                 | The Himalayan Rescue Caper                | 15.01.2021 |
| 29                | 05   | Przekręt z historią V.I.L.E w tle     | The V.I.L.E History Caper                 | 15.01.2021 |
| 30                | 06   | Egipski przekręt                      | The Egyptian Decryption Caper             | 15.01.2021 |
| 31                | 07   | Przekręt z walcem wiedeńskim          | The Viennese Waltz Caper                  | 15.01.2021 |
| 32                | 08   | Przekręt w kolorze ciemnej czerwieni  | The Dark Red Caper                        | 15.01.2021 |